# Maria Eufrasia della Croce
Maria Eufrasia della Croce, född 1597, död 1676 var en italiensk konstnär.
Hon var verksam som målare. Hon var nunna och är känd för sina religiösa verk.